# Iúrievka (Saràtov)
|  | Per a altres significats, vegeu «Iúrievka». |

Iúrievka (en rus: Юрьевка) és un poble de l'óblast de Saràtov, a Rússia, segons el cens del 2010 tenia 124 habitants. Pertany al districte municipal de Saràtov.